# Rainha do Deserto
Rainha do Deserto (em inglês:  Queen of the Desert) é um filme estadunidense de 2015, do gênero drama biográfico, dirigido por Werner Herzog. Foi exibido na seção principal de competição do 65º Festival de Berlim e teve sua estreia em 6 de Fevereiro de 2015.

## Sinopse
O filme narra os acontecimentos da vida de Gertrude Bell, uma exploradora britânica, viajante, arqueóloga e diretora política.

## Elenco
- Nicole Kidman ... Gertrude Bell
- James Franco ... Henry Cadogan
- Damian Lewis ... Charles Doughty-Wylie
- Robert Pattinson ... T. E. Lawrence
- Christopher Fulford ... Winston Churchill
- Mark Lewis Jones ... Frank Lascelles
- Jenny Agutter ... Florence Bell
- Holly Earl ... Cousin Florence
- Michael Jenn ... R. Campbell Thompson
- Assaad Bouab ... Sheikh
- Jay Abdo ... Fattouh
- David Calder ... Hugh Bell
- Nick Waring ... Mark Sykes
- Sam Kanater ... Dulaim
- Sophie Linfield ... Judith Doughty-Wylie
- William Ellis ... Earl of Chester
- John Wark ... Arnold Runcie
- Anas Chrifi ... Emir

## Promoção e comercialização
Junto com o anúncio da estreia do filme no Festival Internacional de Berlim, cinco imagens do filme com Kidman, Franco e Abdo foram liberadas. A cena do filme com Kidman e Lewis foi lançada em 27 de janeiro de 2015.

## Recepção
Queen of the Desert teve uma recepção mista para negativa por parte da crítica especializada. Com base em 6 avaliações profissionais, alcançou uma pontuação de 38% no Metacritic. Peter Bradshaw, do The Guardian deu ao filme duas de cinco estrelas, dizendo que "o filme biográfico da inglesa aventureira Gertrude Bell dirigido por Werner Herzog é impecavelmente montado, competentemente feito, totalmente respeitável - e um pouco vagaroso" e elogiou Kidman e Pattinson que "ela (Kidman) faz um trabalho perfeitamente razoável com este papel difícil e ela é boa para o elenco" e "Pattinson que levou este (menor) papel bem o suficiente." Peter Debruge de Variety chamou o filme de "épico convincente, mas dramaticamente fraco em potência" e observa que "Kidman gera de forma convincente para atuar como Bell como uma ainda determinada" e "delicada, forjando seu caminho através de desertos indomáveis, mas ainda frágil o suficiente para se apaixonar em duas ocasiões separadas". David Rooney do The Hollywood Reporter chamou de "a marchar sem paixão que não tem tanto varredura e complexidade psicológica", mas em última análise, elogiou Kidman e Pattinson que "(Pattinson tem) breves, mas aparições significativas" e "ela (Kidman) carrega o filme mais do que com competência." Jessica Kiang do Indiewire em sua avaliação disse que "Queen of the Desert "é uma decepção quando você considera os retratos selvagens de pioneiros que Herzog nos deu antes, que ele é tão reverente aqui". E elogiando o elenco acrescentou que "(Pattinson, fora todos) os atores não são oprimidos pelo senso pesado" e "(Lewis), que lida com o papel do cônsul casado, cuja admiração divertida para Bell Flares em amor com uma destreza que tinha nos relaxar palpavelmente durante suas cenas".
Mark Adams do Screen International deu uma revisão misturada, como ele observa que "embora agradável em partes, seu ritmo episódico decepciona a história da vida real de uma mulher ousada e notável." Enquanto Geoffrey Macnab de The Independent disse que "Este é o filme convencional mais próximo de Herzog que Hollywood veio a fazer - o que falta é a perversidade, conduzir a selvageria que geralmente são suas marcas registradas."